# 叙事批判
叙事批判关注叙述人或作者所讲述的故事，以理解其如何帮助我们从人类日常经验中获取意义。我们依靠叙事理论的方法，可以理解我们如何通过叙事化的方法，给我们的经验和行为附加意义。Walter Fisher认为，叙事是交流的根本，其为人类经验提供了结构，并对人们分享共同解释和理解产生影响。
自由主義神學的研究員認為，創世記既不被猶太人編為歷史書，書中所記，例如：大洪水、巴別塔等故事，應一如其他民族的神話、傳說般看待；不應一昧相信這些事情是鐵一般的歷史故事。

## 其他圣经批判种类
- 來源批判 (聖經)（英语：Source criticism (biblical studies)）
- 形式批判
- 校订批判
- 修辞批判
- 文本批判
- 社會-歷史批判